# Fiodor Kuziukow
Fiodor Fiodorowicz Kuziukow (ros. Фёдор Фёдорович Кузюко́в, ur. 2 marca 1915 we wsi Luboszcz w guberni orłowskiej, zm. 18 lipca 1997 w Moskwie) – radziecki inżynier, zastępca ministra przemysłu węglowego ZSRR (1965–1984), Bohater Pracy Socjalistycznej (1957).

## Życiorys
Po ukończeniu w 1935 technikum górniczego pracował jako pomocnik maszynisty, majster górniczy, pomocnik szefa i szef placówki, pomocnik głównego inżyniera, główny inżynier i kierownik kopalni w obwodzie czelabińskim. Od 1940 członek WKP(b), w 1941 ukończył Moskiewski Instytut Górniczy, w latach 1946–1948 był zarządcą trustu górniczego w obwodzie czelabińskim, później główny inżynier i zarządca innego trustu w tym obwodzie, 1949 ukończył wyższe kursy inżynieryjne przy Instytucie Górniczym w Swierdłowsku, od 1949 był pracownikiem naukowym Czelabińskiego Instytutu Górniczego. Od marca 1959 I sekretarz Komitetu Miejskiego KPZR w Kopiejsku, w latach 1959–1960 sekretarz, a od 1960 do stycznia 1963 II sekretarz Komitetu Obwodowego KPZR w Czelabińsku, od grudnia 1962 do stycznia 1963 przewodniczący Biura Organizacyjnego Czelabińskiego Komitetu Obwodowego KPZR ds. produkcji przemysłowej. Od stycznia 1963 do 29 października 1965 I sekretarz Przemysłowego Komitetu Obwodowego/Komitetu Obwodowego KPZR w Czelabińsku, od października 1965 do 1984 zastępca ministra przemysłu górniczego ZSRR, 1984-1987 dyrektor Instytutu Podwyższania Kwalifikacji Kierowniczych Pracowników Ministerstwa Przemysłu Węglowego ZSRR, następnie na emeryturze. W latach 1963–1967 deputowany do Rady Najwyższej RFSRR 6 kadencji. Pochowany na Cmentarzu Wagańkowskim w Moskwie.

## Odznaczenia
- Medal Sierp i Młot Bohatera Pracy Socjalistycznej (26 kwietnia 1957)
- Order Lenina (26 kwietnia 1957)
- Order Czerwonego Sztandaru Pracy (1965)

i medale.